# 约翰·特雷沃罗
约翰·特雷沃罗（英語：John Trevorrow，1949年5月18日—），澳大利亚男子自行车运动员。他曾代表澳大利亚参加1970年英联邦运动会自行车比赛，获得一枚铜牌。他也曾参加1972年夏季奥林匹克运动会。